# Хај (Турчјанске Тјеплице)
Хај (слч. Háj) насељено је мјесто са административним статусом сеоске општине (слч. obec) у округу Турчјанске Тјеплице, у Жилинском крају, Словачка Република.

## Становништво
| Година:    | 1994. | 2004.   | 2014.   | 2024.   |
| ---------- | ----- | ------- | ------- | ------- |
| Број људи: | 446   | 478     | 457     | 469     |
| Разлика:   |       | +7,17 % | -4,39 % | +2,62 % |

| Година:    | 2023. | 2024.   |
| ---------- | ----- | ------- |
| Број људи: | 464   | 469     |
| Разлика:   |       | +1,07 % |

Према подацима о броју становника из 2011. године насеље је имало 464 становника.